# Языки луба
Луба (чилуба) — группа языков банту на юго-востоке Демократической Республики Конго (бывший Заир), на которых говорит народ луба. Распространены преимущественно в провинциях Касаи, Лулуа, Восточное Касаи, Ломами, Верхнее Ломами, Маниема, Танганьика, Верхняя Катанга и Луалаба.
Численность говорящих — около 11 млн человек.
По классификации М. Гасри входит в зону L и имеет индекс L30.
Включает следующие языки:
- L31: луба-касаи (западный луба, лулуа, лува) — ок. 7 млн чел.
- L32: каньок (каньока, мушила) — 340 тыс. чел.
- L33: луба-катанга (луба-шаба, центральный луба) — 2 млн чел.
- L34: хемба[англ.] (восточный луба) — 230 тыс. чел.
- L35: санга[англ.] (южный луба) — 720 тыс. чел.
- L3-: кебве[англ.]

Ethnologue включает в эту группу также язык лвалу (65 тыс. чел.), отсутствующий у Гасри, а в Тервуренской классификации имеющий индекс L22b.
Луба-касаи (часто просто луба) — один из самых распространённых языков ДР Конго, лингва-франка её центральной части, имеет письменность на латинской основе.